# Alis Lesley
Alis Lesley (nacida Alice Lesley; 20 de abril de 1938) es una ex cantante estadounidense de rockabilly etiquetada como "la Elvis Presley femenina".
Lesley nació en Chicago, Illinois, Estados Unidos. Su familia más tarde se mudó a Phoenix, Arizona. Allí ella concurría al colegio Phoenix Junior College.  Siendo una estudiante comenzó a interesarse en el género musical rockabilly, logrando aparecer en circuitos de radio y televisión a medida en que iba afianzándose con la música. Fue descubierta por Kathryn Godfrey, una popular figura de la televisión local y hermana de Arthur Godfrey. Con la ayuda de ella, Lesley se convirtió en la cantante favorita de las apariciones televisivas del canal KTVK y de los clubes nocturnos locales.
Lesley adquirió una breve popularidad a nivel nacional como celebridad en 1957 cantando las canciones de la era de los simples  "He Will Come Back to Me" y  "Heartbreak Harry" (Era Records 45-1034). La manera de actuar de Lesley y su desempeño en público le hicieron ganar el mote de "The Female Elvis Presley" con un look que incluía su guitarra colgada alrededor del cuello, pelo engominado e incluso patillas.
En octubre de 1957 partió junto a los cantantes Little Richard, Eddie Cochran, Gene Vincent, y el rocker australiano Johnny O'Keefe a una gira artística por Australia. El tour se acortó cuando el cantante Little Richard tuvo una experiencia religiosa y optó por retirarse del circuito del rock and rolla durante varios años.

## Discografía
Lesley grabó para la compañía Era records una serie de sencillos luego editados en formato de álbumes como "Barefoot Rockabilly Angel"  o bien por la compañía española Sleazy Records con el título de He Will Come Back To Me 
- He Will Come Back To Me

- Heartbreak Harry

- Handsome man

- So afraid

- Why do I feel this way

- Don't burn your bridges[6]